# Rörik Birgerssons ätt
Rörik Birgerssons ätt är ett nutida konventionellt släktnamn på en medeltida frälseätt, som fått sitt namn efter sin förste kände medlem Rörik Birgersson den äldre.
Vapen: balk.
Genealogien för denna ätt är bland annat känd från 1325, i ett dokument där fyra syskon och deras mormor Ingeborg nämns, rörande hennes gåva till Julita kloster.
Rörik Birgersson den äldre nämns endast i ett dokument 1250. Det är oklart om han då var i vid liv eller ej, men drottning Katarina av Sverige upprättar den 11 juni 1250 ett gåvobrev, där hon skänker gården Strand i Jäders socken i Södermanland, Österrekarne härad till Röriks barn.  Rörik Birgersson var gift med en dotter till Folke jarl. Minst fyra av hans barn är kända till namnet:
1. Folke Röriksson, kanik i Västerås.[2]
2. Birger Röriksson ägde Strand i Jäders socken och var gift med Ingegerd Svantepolksdotter, dotter till Svantepolk Knutsson, i hennes första gifte.[4]
  1. Rörik Birgersson den yngre (son till Birger Röriksson) nämns tidigast 1270 och var då riddare. Han var riksråd 1310 och levde ännu 1322. 1289 fick han dispens för äktenskap med Helga Anundsdotter (vingad lilja), dotter till Anund Haraldsson (vingad lilja) och Ingeborg. Han hade tre söner och två döttrar.
    1. Birger Röriksson ägde förmodligen Sundabyhus, (idag under namnet Stora Sundby slott).

  2. Holmger Birgersson (son till Birger Röriksson) nämns mellan 1293 och 1310. Hans änka Ingrid levde ännu 1316. Han hade tre söner och en dotter
3. Anund Röriksson.[4]
4. Margareta Röriksdotter, gift med Tord Bonde

Den 5 augusti 1332 beseglade Knut Bryniolfsson och brodern Algot Bryniolfsson (kanuti et algoti filiorum bryniolphi) ett dokument rörande att änkan Ragnfrid efter Birger Röriksson pantsätter en kvarn vid ett lån.